# Ciclismo nos Jogos Olímpicos de Verão de 2024 - BMX corrida masculina
A prova do BMX corrida masculina do ciclismo nos Jogos Olímpicos de Verão de 2024 ocorreu em 1 e 2 de agosto de 2024 no exterior do Velódromo de Saint-Quentin-en-Yvelines, em Montigny-le-Bretonneux. Um total de 24 ciclistas de 17 Comitês Olímpicos Nacionais (CON) participaram do evento.

## Qualificação
Cada Comitê Olímpico Nacional (CON) poderia inscrever até três ciclistas qualificados no BMX corrida. As vagas foram atribuídas ao CON, que seleciona os ciclistas. Haviam 24 vagas disponíveis, alocadas da seguinte forma:
- Ranking de qualificação da UCI: Os dois primeiros CONs ganharam três vagas cada. Já aqueles classificados do 3º ao 5º lugar ganharam duas vagas cada e, por sua vez, os classificados entre o 6º e o 10º lugar ganharam uma vaga cada um, totalizando 17 vagas;
- Campeonatos continentais (África, Ásia e Américas): os melhores colocados dos três continentes, que ainda não tinham nenhuma vaga, ganharam uma cada um;
- Campeonato Mundial de 2023: o melhor colocado ainda não classificado ganhou uma vaga;
- Campeonato Mundial de 2024: o melhor colocado ainda não classificado ganhou uma vaga;
- Realocações: duas vagas não utilizadas (país sede e universalidade) foram realocadas para CONs ainda não classificados.

## Formato
A competição consiste de três fases, compreendendo as quartas de final, semifinais e final. Em cada fase, os ciclistas realizam um percurso com saltos e curvas em declive, decorrendo da seguinte forma:
- Quartas de final: três baterias de oito ciclistas cada. Cada bateria teve três corridas, usando um sistema de ponto por lugar (um ponto para o vencedor de uma corrida, dois pontos para o segundo, etc.), com a pontuação mais baixa nas três corridas vencendo. Os seis melhores ciclistas em cada bateria (12 no total) avançam para as semifinais; os classificados entre o 13º e 20º lugares disputam uma corrida extra de última chance com os quatro melhores avançando as semifinais;
- Semifinais: duas baterias de oito ciclistas cada. Novamente, houve três corridas por bateria, usando o sistema de ponto por lugar. Os quatro melhores ciclistas em cada semifinal (oito no total) avançam para a final; tanto nas quartas de final quanto nas semifinais, os ciclistas são reclassificados para a próxima bateria de acordo com o tempo. Se dois ou mais ciclistas estiverem empatados em pontos no final das três corridas, os tempos são usados para desempate.
- Final: uma final de oito ciclistas. Uma única corrida vale a disputa pelas medalhas.

## Calendário
Horário local (UTC+2)
| Dia                 | Horário | Fase                     |
| ------------------- | ------- | ------------------------ |
| 1 de agosto de 2024 | 20:00   | Quartas de final         |
| 1 de agosto de 2024 | 22:05   | Corrida de última chance |
| 2 de agosto de 2024 | 20:00   | Semifinais               |
| 2 de agosto de 2024 | 21:35   | Final                    |

## Medalhistas
| Ouro   | FRA Joris Daudet  |
| Prata  | FRA Sylvain André |
| Bronze | FRA Romain Mahieu |

## Resultados

### Quartas de final
As quartas de final foram disputadas em três baterias de oito ciclistas cada uma.
| Pos. | Bib | Ciclista          | CON                | Corrida 1 | Corrida 1  | Corrida 2 | Corrida 2  | Corrida 3 | Corrida 3    | Total | Notas |
| Pos. | Bib | Ciclista          | CON                | Bateria   | Tempo      | Bateria   | Tempo      | Bateria   | Tempo        | Total | Notas |
| ---- | --- | ----------------- | ------------------ | --------- | ---------- | --------- | ---------- | --------- | ------------ | ----- | ----- |
| 1    | 3   | Sylvain André     | FRA França         | 1         | 31.979 (2) | 3         | 31.854 (1) | 2         | 31.661 (1)   | 4     | Q     |
| 2    | 100 | Romain Mahieu     | FRA França         | 2         | 31.472 (1) | 1         | 32.025 (3) | 1         | 31.768 (1)   | 5     | Q     |
| 3    | 1   | Joris Daudet      | FRA França         | 1         | 31.692 (1) | 2         | 31.463 (1) | 1         | 32.299 (3)   | 5     | Q     |
| 4    | 233 | Kamren Larsen     | USA Estados Unidos | 1         | 32.016 (3) | 3         | 31.927 (2) | 2         | 31.926 (4)   | 9     | Q     |
| 5    | 12  | Cameron Wood      | USA Estados Unidos | 3         | 32.207 (1) | 1         | 31.967 (2) | 1         | 32.473 (4)   | 7     | Q     |
| 6    | 10  | Izaac Kennedy     | AUS Austrália      | 1         | 32.750 (5) | 2         | 31.878 (2) | 3         | 31.835 (1)   | 8     | Q     |
| 7    | 5   | Alfredo Campo     | ECU Equador        | 3         | 32.773 (4) | 1         | 31.893 (1) | 3         | 32.612 (3)   | 8     | Q     |
| 8    | 149 | Cédric Butti      | SUI Suíça          | 3         | 32.394 (3) | 3         | 32.241 (3) | 2         | 32.221 (4)   | 10    | Q     |
| 9    | 70  | Mateo Carmona     | COL Colômbia       | 2         | 32.389 (2) | 2         | 46.500 (7) | 3         | 32.108 (2)   | 11    | Q     |
| 10   | 87  | Kye Whyte         | GBR Grã-Bretanha   | 2         | 33.544 (5) | 2         | 32.377 (3) | 3         | 33.147 (4)   | 12    | Q     |
| 11   | 741 | Diego Arboleda    | COL Colômbia       | 1         | 32.835 (6) | 1         | 32.798 (5) | 1         | 32.187 (2)   | 13    | Q     |
| 12   | 257 | Pietro Bertagnoli | ITA Itália         | 2         | 32.730 (3) | 3         | 32.488 (4) | 3         | 33.803 (7)   | 14    | Q     |
| 13   | 248 | Ruben Gommers     | BEL Bélgica        | 3         | 33.254 (5) | 3         | 32.566 (5) | 1         | 32.663 (5)   | 15    | q     |
| 14   | 6   | Rico Bearman      | NZL Nova Zelândia  | 1         | 33.090 (7) | 3         | 33.058 (6) | 2         | 32.093 (3)   | 16    | q     |
| 15   | 192 | Dave van der Burg | NED Países Baixos  | 1         | 32.206 (4) | 2         | 34.251 (6) | 1         | 33.121 (6)   | 16    | q     |
| 16   | 278 | Carlos Ramírez    | COL Colômbia       | 3         | 32.248 (2) | 1         | 33.110 (6) | 3         | 1:13.918 (8) | 16    | q     |
| 17   | 239 | Jaymio Brink      | NED Países Baixos  | 2         | 32.870 (4) | 2         | DNF        | 2         | 33.049 (5)   | 17    | q     |
| 18   | 7   | Mauricio Molina   | CHI Chile          | 2         | 33.752 (7) | 2         | 33.615 (4) | 2         | 33.153 (6)   | 17    | q     |
| 19   | 179 | Simon Marquart    | SUI Suíça          | 2         | 33.557 (6) | 1         | 32.545 (4) | 2         | 33.288 (7)   | 17    | q     |
| 20   | 236 | Gonzalo Molina    | ARG Argentina      | 3         | 34.230 (7) | 3         | 33.196 (7) | 3         | 33.366 (5)   | 19    | q     |
| 21   | 997 | Philip Schaub     | GER Alemanha       | 3         | 33.632 (6) | 1         | 34.803 (8) | 3         | 33.381 (6)   | 20    |       |
| 22   | 266 | Dean Reeves       | MAR Marrocos       | 1         | 34.543 (8) | 2         | 34.121 (5) | 1         | 40.829 (7)   | 20    |       |
| 23   | 260 | Komet Sukprasert  | THA Tailândia      | 3         | 35.083 (8) | 1         | 34.791 (7) | 2         | 34.372 (8)   | 23    |       |
| 24   | 996 | Kristens Krīgers  | LAT Letônia        | 2         | 34.163 (8) | 3         | DNF        | 1         | DNF          | 26    |       |

### Corrida de última chance
Os quatro primeiros ciclistas avançam para as semifinais.
| Pos. | Bib | Ciclista              | Tempo    | Notas |
| ---- | --- | --------------------- | -------- | ----- |
| 1    | 6   | NZL Rico Bearman      | 32.736   | Q     |
| 2    | 179 | SUI Simon Marquart    | 33.328   | Q     |
| 3    | 7   | CHI Mauricio Molina   | 33.881   | Q     |
| 4    | 239 | NED Jaymio Brink      | 34.253   | Q     |
| 5    | 192 | NED Dave van der Burg | 34.818   |       |
| 6    | 236 | ARG Gonzalo Molina    | 35.097   |       |
| 7    | 248 | BEL Ruben Gommers     | 1:36.250 |       |
| 8    | 278 | COL Carlos Ramírez    | DNF      |       |

### Semifinais
Os quatro melhores ciclistas de cada bateria avançam a final.

#### Bateria 1
| Pos. | Bib | Ciclista              | Corrida 1  | Corrida 2  | Corrida 3  | Total | Notas |
| ---- | --- | --------------------- | ---------- | ---------- | ---------- | ----- | ----- |
| 1    | 1   | FRA Joris Daudet      | 31.752 (1) | 32.855 (3) | 31.489 (1) | 5     | Q     |
| 2    | 3   | FRA Sylvain André     | 32.498 (2) | 32.010 (1) | 31.568 (2) | 5     | Q     |
| 3    | 70  | COL Mateo Carmona     | 32.536 (3) | 32.981 (3) | 32.745 (4) | 10    | Q     |
| 4    | 12  | USA Cameron Wood      | 32.640 (4) | 34.028 (6) | 32.096 (3) | 13    | Q     |
| 5    | 257 | ITA Pietro Bertagnoli | 33.051 (6) | 32.454 (2) | 32.920 (7) | 15    |       |
| 6    | 239 | NED Jaymio Brink      | 33.313 (7) | 55.688 (7) | 32.336 (4) | 18    |       |
| 7    | 6   | NZL Rico Bearman      | 33.382 (8) | 33.298 (5) | 32.626 (5) | 18    |       |
| 8    | 233 | USA Kamren Larsen     | 32.671 (5) | DNF        | 33.197 (8) | 21    |       |

#### Bateria 2
| Pos. | Bib | Ciclista            | Corrida 1  | Corrida 2  | Corrida 3  | Total | Notas |
| ---- | --- | ------------------- | ---------- | ---------- | ---------- | ----- | ----- |
| 1    | 100 | FRA Romain Mahieu   | 31.631 (1) | 31.649 (1) | 31.767 (1) | 3     | Q     |
| 2    | 149 | SUI Cédric Butti    | 32.375 (3) | 32.731 (3) | 32.201 (2) | 8     | Q     |
| 3    | 179 | SUI Simon Marquart  | 32.459 (4) | 32.153 (2) | 32.343 (3) | 9     | Q     |
| 4    | 10  | AUS Izaac Kennedy   | 31.985 (2) | 33.107 (4) | 32.934 (5) | 11    | Q     |
| 5    | 741 | COL Diego Arboleda  | 33.405 (7) | 33.362 (6) | 32.799 (5) | 18    |       |
| 6    | 5   | ECU Alfredo Campo   | 33.015 (6) | 33.676 (6) | 33.126 (6) | 18    |       |
| 7    | 87  | GBR Kye Whyte       | 32.808 (5) | DNS        | DNS        | 21    |       |
| 8    | 7   | CHI Mauricio Molina | DNF        | DNS        | DNS        | 24    |       |

### Final
Os melhores colocados na corrida única conquistam as medalhas.
| Pos.              | Bib | Ciclista           | Tempo  |
| ----------------- | --- | ------------------ | ------ |
| Medalha de ouro   | 1   | FRA Joris Daudet   | 31.422 |
| Medalha de prata  | 3   | FRA Sylvain André  | 31.706 |
| Medalha de bronze | 100 | FRA Romain Mahieu  | 32.022 |
| 4                 | 149 | SUI Cédric Butti   | 32.124 |
| 5                 | 12  | USA Cameron Wood   | 32.446 |
| 6                 | 70  | COL Mateo Carmona  | 33.166 |
| 7                 | 179 | SUI Simon Marquart | 44.914 |
| 8                 | 10  | AUS Izaac Kennedy  | DNF    |